# Atoka County
Das Atoka County ist ein County im US-Bundesstaat Oklahoma. Das U.S. Census Bureau hat bei der Volkszählung 2020 eine Einwohnerzahl von 14.143 ermittelt. Der Verwaltungssitz (County Seat) ist Atoka.

## Geographie
Das County liegt im Südosten von Oklahoma, ist im Süden etwa 50 km von Texas entfernt und hat eine Fläche von 2.564 Quadratkilometern, wovon 30 Quadratkilometer Wasserfläche sind. Es grenzt an folgende Countys:
| Coal County     | Pittsburg County |                   |
| Johnston County |                  | Pushmataha County |
|                 | Bryan County     | Choctaw County    |

## Geschichte
Das Atoka County wurde am 16. Juli 1907 als Original-County aus ehemaligem Choctaw-Land gebildet. Benannt wurde es nach einem Häuptling der Choctaw.
Die erste Besiedlung durch Weiße begann Mitte des 19. Jahrhunderts und 1857 wurde der erste Postdienst zwischen Missouri und San Francisco eingerichtet. Boggy Depot, im Westen des Countys, war in den ersten Jahren ein wichtiger Handelsposten und liegt heute im Historic Boggy Depot State Park. In Boggy Depot wurde am 5. November 1849 auch das erste Postbüro des Countys eingerichtet.
15 Bauwerke und Stätten des Countys sind im National Register of Historic Places eingetragen (Stand 20. Mai 2018).

## Demografische Daten

Alterspyramide des Atoka County

Nach der Volkszählung im Jahr 2000 lebten im Atoka County 13.879 Menschen in 4.964 Haushalten und 3.504 Familien. Die Bevölkerungsdichte betrug 5 Einwohner pro Quadratkilometer. Ethnisch betrachtet setzte sich die Bevölkerung zusammen aus 75,86 Prozent Weißen, 5,86 Prozent Afroamerikanern, 11,37 Prozent amerikanischen Ureinwohnern, 0,23 Prozent Asiaten, 0,01 Prozent Bewohnern aus dem pazifischen Inselraum und 0,58 % stammten aus anderen ethnischen Gruppen und 6,09 Prozent stammten von zwei oder mehr Ethnien ab. 1,41 Prozent der Bevölkerung waren spanischer oder lateinamerikanischer Abstammung, die verschiedenen der genannten Gruppen angehörten.
Von den 4.964 Haushalten hatten 31,3 Prozent Kinder unter 18 Jahre, die im Haushalt lebten. 56,9 Prozent waren verheiratete, zusammenlebende Paare, 10,2 Prozent waren allein erziehende Mütter. 29,4 Prozent waren keine Familien, 27,1 Prozent waren Singlehaushalte und in 13,9 Prozent der Haushalte lebten Menschen im Alter von 65 Jahren oder darüber. Die durchschnittliche Haushaltsgröße lag bei 2,48 und die durchschnittliche Familiengröße bei 3,01 Personen.
23,6 Prozent der Bevölkerung waren unter 18 Jahre alt, 8,2 Prozent zwischen 18 und 24, 29,1 Prozent zwischen 25 und 44, 24,3 Prozent zwischen 45 und 64 und 14,8 Prozent waren 65 Jahre oder älter. Das Durchschnittsalter betrug 38 Jahre. Auf 100 weibliche kamen statistisch 117,8 männliche Personen. Auf 100 Frauen im Alter von 18 Jahren oder darüber kamen 119,9 Männer.

Das jährliche Durchschnittseinkommen eines Haushalts betrug 24.752 USD und das durchschnittliche Einkommen einer Familie betrug 29.409 USD. Männer hatten ein durchschnittliches Einkommen von 26.193 USD gegenüber den Frauen mit 18.861 USD. Das Prokopfeinkommen betrug 12.919 USD. 15,7 Prozent der Familien und 19,8 Prozent der Bevölkerung lebten unterhalb der Armutsgrenze.

## Städte und Gemeinden
| - Atoka - Caney - Lane | - Redden - Stringtown - Tushka |